# Ribe Amt (før 1970)
Ribe Amt dannedes 1793 af det daværende Riberhus Amt. Området var i middelalderen del af Vardesyssel, Jellingsyssel, Almindsyssel, Barvidsyssel og Ellumsyssel
Det meste af Ribe Herred hørte indtil 1864 under Hertugdømmet Slesvig, men blev efter krigen udvekslet med forskellige Kongerigske enklaver der stammede tilbage fra Margrete 1.s tid. 
I det danske nummerpladesystem havde Ribe Amt bogstavet Z fra 1903 til 1958, og da systemet i dette år blev omlagt, fik Varde ZA, Grindsted ZD, Esbjerg ZH, Ribe ZN og Holsted ZR. 
Ribe Amt bestod af otte herreder:
- Anst Herred
- Gørding Herred
- Malt Herred
- Ribe Herred
- Skast Herred
- Slavs Herred
- Vester Horne Herred
- Øster Horne Herred

I amtet ligger købstæderne:
- Ribe
- Varde
- Esbjerg

Ved Kommunalreformen (1970) blev 6 sogne i Anst Herred flyttet til Vejle Amt: 
- Seest Sogn blev en del af Kolding Kommune

- Hjarup Sogn
- Vamdrup Sogn blev del af Vamdrup Kommune

- Jordrup Sogn
- Lejrskov Sogn
- Skanderup Sogn dannede Lunderskov Kommune

Samtidig blev Hviding Sogn Roager Sogn og Spandet Sogn i Hviding Herred, Tønder Amt lagt til Ribe Amt

## Amtmænd
- 1711–1726 Henrik Ernst von Kalnein
- 1726–1748 Christian Carl Gabel
- 1748–1750 Holger Skeel
- 1750–1754 Frederik Oertz
- 1750–1760 Georg Frederik von Holstein
- 1760–1768 Hans Schack
- 1768–1781 Theodosius von Levetzau
- 1781–1790 Christian Urne
- 1791–1796 Carl Frederik Hellfried
- 1796–1810 Werner Jasper Andreas Moltke
- 1811–1822 Hans Koefoed
- 1822–1828 Johan Carl Thuerecht Castenschiold
- 1828–1852 Marius Sabinus Wilhelm Sponneck
- 1852–1855 Hans Helmuth Lüttichau
- 1855–1884 Henrik Christian Nielsen
- 1884–1892 Hannes Finsen
- 1892–1899 Johan Henrik Ahnfeldt
- 1899–1921 Gustav Stemann
- 1921–1937 Peter Herschend
- 1937–1959 Ulrik Christian Friis
- 1951–1977 Ebbe Morten Edelberg